# Das ideale Brautpaar
Das ideale Brautpaar ist eine 1953 entstandene deutsche Filmkomödie von Robert A. Stemmle mit Ingeborg Körner und Hans Reiser in den Hauptrollen.

## Handlung
Die Sendung "Das ideale Brautpaar" aus der Frühzeit des bundesrepublikanischen Fernsehens ist ein überragender Quotengarant. Dort werden mehrere Brautpaare präsentiert und jeweils vor ein Mikrofon gestellt. Kaum ist die Show gelaufen, da macht man sich bereits auf die Suche nach den nächsten „idealen Brautpaaren“. Man glaubt es zum Beispiel in der Handelsschülerin Henny Schubert und dem stellungslosen Graphiker Harald Wandel gefunden zu haben. Doch so leicht ist es diesmal nicht. Beide leiden unter den Intrigen ihrer Verwandten, die beider Glück zu torpedieren suchen, weil sie eine „bessere Partie“ für ihr Kind erhoffen. Bei der Kinokartenverkäuferin Uschi Marek liegt der Fall ganz anders. Sie hat bereits reichlich Männererfahrungen hinter sich, die jedoch stets in einer Enttäuschung mündeten. Erst dank der Begegnung mit dem einfachen Mechaniker Hans Krümmel erkennt sie, dass bei der Partnerwahl andere Dinge als äußere Attraktivität, Spaß und Vergnügen zählen. Dieser eher durchschnittlich aussehende Mann gibt ihr jedoch genau das, was sie eigentlich stets gesucht hatte: Geborgenheit und Aufrichtigkeit.
Bei Wally Engelschalk und Walter Schlüter liegt der Fall ganz anders. Wally ist, wie man damals so sagte, eine ältliche Jungfer, die kaum einen Mann für sich zu interessieren vermag; eine „graue Maus“, die allmählich alle Hoffnung auf ein spätes Glück fahren gelassen hat. Doch dann begegnet der gewissenhaften Sekretärin den eine Kleintierhandlung betreibenden Walter, ein Junggeselle, der ebenso schüchtern und verschlossen ist wie Wally. Zwei einsame Herzen haben sich gefunden. Felicitas Martini und ihren heimlichen Verlobten Jürgen Busse plagen hingegen ein ganz anderes Ungemach. Sie sind bereits zusammen und sehr glücklich miteinander, wären da nicht Felicitas’ standesdünkelige Eltern Dr. Martini nebst Gattin. Als Akademiker wünscht Dr. Martini sich für seine Tochter eine entsprechende Partie, jedenfalls ganz bestimmt keinen jungen Mann, der ein Stück Leder tritt. Jürgen ist nämlich Profifußballer und steht bei seinem Verein im Tor. Auch sein beruflicher Erfolg hilft da nicht weiter, denn Dr. Martini hält von Balltretern generell nichts. Schließlich muss er sich jedoch eines Besseren belehren lassen. Am Ende stehen die auserwählten Paare in der titelgebenden Sendung vor der Kamera und präsentieren ihr Liebesglück. Nur Harald und Henny fehlen. Sie müssen noch eine weitere Eifersuchtshürde überwinden, bis sie sich endlich in die Arme sinken dürfen.

## Produktionsnotizen
Das ideale Brautpaar, inspiriert von Jacques Königsteins NWDR-Sendereihe gleichen Namens, entstand November/Dezember 1953 in Berlin und Köln und wurde am 21. Januar 1954 in Düsseldorf uraufgeführt, die Berliner Premiere war am 2. März 1954.
Fritz Klotzsch übernahm die Produktionsleitung. Karl Vollbrecht und Wilhelm Vorwerg schufen die Filmbauten. Trude Ulrich kreierte die Kostüme. Franz Marszalek hatte die musikalische Leitung.

## Kritik
Im Lexikon des Internationalen Films heißt es: „… törichte(s) Lustspiel ...“